# Charles Malik
Charles Habib Malik (tudi Charles Habib Malek), libanonski politik, akademik, diplomat in filozof, * 11. februar 1906, † 28. december 1978
Bil je tudi libanonski predstavnik pri Združenih narodih, predsednik Komisije za človekove pravice in Generalne skupščine Združenih narodov, član libanonskega kabineta, nacionalni minister za izobraževanje in umetnost ter za zunanje zadeve in izseljenstvo ter teolog. Sodeloval je pri pripravi osnutka Splošne deklaracije o človekovih pravicah iz leta 1948.

## Zgodnje življenje
Malik, rojen v Btourramu v Libanonu, je bil sin dr. Habiba Malika in dr. Zarife Karam. Malik je bil nečak priznane avtorice Farah Antun. Malik se je izobraževal na ameriški misijonski šoli za dečke, zdaj evangeličanski šoli za dekleta in dečke Tripoli. Kasneje je na ameriški univerzi v Bejrutu  diplomiral iz matematike in fizike. Leta 1929 se je preselil v Kairo, kjer se je začel zanimati za filozofijo. Študij je nadaljeval na Harvardu (pri Alfredu North Whiteheadu) in leta 1932 v Freiburgu v Nemčiji pri Martinu Heideggerju. Njegovo bivanje v Nemčiji pa je bilo kratko. Zaradi politike nacistov, ki se mu je zdela neugodna, je kmalu po njihovem prihodu na oblast leta 1933 odšel. Leta 1937 je doktoriral iz filozofije na Univerzi Harvard. Tam je poučeval, kot tudi na drugih univerzah v ZDA. Po vrnitvi v Libanon je Malik ustanovil oddelek za filozofijo na ameriški univerzi v Bejrutu, pa tudi program kulturnih študij. Na tej funkciji je ostal do leta 1945, ko je bil imenovan za libanonskega veleposlanika v ZDA in Združenih narodih. 

## Udejstvovanje v Združenih narodih
Malik je zastopal Libanon na konferenci v San Franciscu, na kateri so bili ustanovljeni Združeni narodi. Leta 1947 in 1948 je bil poročevalec Komisije za človekove pravice, ko je tudi postal predsednik Ekonomsko-socialnega sveta. Istega leta je postal eden od osmih predstavnikov, ki so pripravili Splošno deklaracijo o človekovih pravicah. Na mestu predsednika Komisije za človekove pravice je nasledil Eleanor Roosevelt. Veleposlanik v ZDA in ZN je ostal do leta 1955. Bil je odkrit udeleženec razprav v Generalni skupščini Združenih narodov in je pogosto kritiziral Sovjetsko zvezo. Po triletni odsotnosti se je leta 1958 vrnil, da bi predsedoval trinajstemu zasedanju Generalne skupščine Združenih narodov. 

## Vloga v libanonski politiki
Malik je bil medtem imenovan v libanonski kabinet. Med letoma 1956 in 1957 je bil minister za narodno šolstvo in likovno umetnost, od 1956 do 1958 pa minister za zunanje zadeve. Leta 1957 je bil izvoljen v državni zbor kot minister in funkcijo opravljal tri leta. 
Po začetku libanonske državljanske vojne, ki je trajala od leta 1975 do 1990, je Malik pomagal pri oblikovanju Fronte za svobodo in človeka v Libanonu z namenom zaščite krščanstva. Poimenoval jo je po sebi. Kasneje se je imenovala Libanonska fronta. Med voditelji Fronte sta bila tudi ustanovitelj falangistične stranke Pierre Gemayel in nekdanji predsednik in vodja Nacionalne liberalne stranke Camille Chamoun, ki sta bila grška pravoslavna kristjana. Malik je v veliki meri veljal za možgane Fronte, mišice pa so predstavljali drugi zakonodajalci. 
Malik je bil znan tudi kot teolog, ki je bil sposoben pritegniti ljudi številnih veroizpovedi, vključno z vzhodnimi pravoslavnimi kristjani, rimokatoliki in evangeličani. Malik je bil eden redkih pravoslavnih teologov svojega časa, ki je bil dobro znan v evangeličanskih krogih. Evangeličanski voditelj Bill Bright je o njem veliko govoril in ga omenjal. Bil je avtor več komentarjev na Sveto pismo in zgodnje cerkvene spise. Malik je bil predsednik Svetovnega sveta za krščansko izobraževanje od  leta 1967 do 1971 in podpredsednik Združenih svetopisemskih družb od leta 1966 do 1972. Malik je znan tudi po sodelovanju s pomembnim diplomatom in filozofom Karimom Azkoulom. 
Na zasedanju ZN decembra 1948 je Malik Libanon opisal takole: 
"Zgodovina moje države že stoletja je ravno taka kot zgodovina majhne države, ki se bori proti vsem oviram za ohranjanje in krepitev resnične svobode misli in vesti. Nešteto preganjanih manjšin je skozi stoletja našlo najbolj razumevajoče zatočišče v moji državi, tako da je osnova našega obstoja popolno spoštovanje razlik v mnenjih in prepričanjih.” 

## Akademska kariera
Leta 1960 je Malik nadaljeval svojo akademsko kariero. Poučeval je o človekovih pravicah in podobnih temah na številnih ameriških šolah, vključno s Harvardom, Ameriško univerzo v Washingtonu, DC, Dartmouth Collegeom v New Hampshiru in Univerzo Notre Dame (Indiana). Bil je tudi predavatelj na Univerzi Waterloo v Kanadi od leta 1981 do 1982. Njegovo zadnje uradno mesto je bilo na The Catholic University of America (Washington, DC), kjer je od leta 1981 do 1983 služil kot ugledni profesor moralne in politične filozofije Jacquesa Maritaina. Imenovan je bil tudi za dekana podiplomskega študija na ameriški univerzi v Bejrutu, kjer je bil od leta 1962 do 1976 profesor filozofije. Malik je svetovni rekorder s 50 častnimi diplomami, katerih originale je mogoče videti v njegovem arhivu na univerzi Notre Dame v Libanonu.

## Smrt
Malik je umrl 28. decembra 1987 v Bejrutu zaradi odpovedi ledvic, ki jo je povzročila ateroembolična bolezen. Habib Malik, njegov sin, je znan učenjak (ki je specializiran za zgodovino idej in je profesor na oddelku za humanistiko na libanonski ameriški univerzi) ter borec za človekove pravice. Dolgo časa je zanj skrbel brat, pokojni Ramzi Habib Malik, ugledni katoliški duhovnik, ki je svoje življenje posvetil cilju krščansko-judovskega miru ter ideji o bratstvu med Judi in kristjani. Malikovi osebni dokumenti so shranjejni na Univerzi Notre Dame-Louaize v Libanonu. Tam hranijo 200 njegovih dokumentov in knjig, njegova zapuščina pa zavzema kar 44 metrov polic na oddelku za posebne zbirke. 

## Dela
Izziv človekovih pravic (1949) 
Kristus in kriza (1962) 
Človek v boju za mir (1963) 
Čudež bivanja (1974) 
Krščanska kritika univerze (1982)